# Vasco (singolo)
Vasco è un singolo del cantautore italiano Jovanotti, il primo estratto dal secondo album in studio La mia moto e pubblicato nel 1989.

## Descrizione
Dedicato al cantautore modenese Vasco Rossi, si tratta del secondo singolo inciso da Jovanotti in lingua italiana (il primo fu È qui la festa?, uscito anch'esso nel 1988) e fu presentato dal cantautore durante il Festival di Sanremo 1989, nel quale si classificò al quinto posto nella sezione Campioni.
Il singolo, che contiene come lato B Stasera voglio fare una festa, raggiunse la seconda posizione nella classifica dei più venduti in Italia, mantenendola per diverse settimane, alle spalle di Esatto! di Francesco Salvi, altro brano partecipante al Festival di quell'anno.

## Tracce
12"
- Lato A

1. Vasco (Long Version) – 6:06 (Jovanotti, Claudio Cecchetto, Luca Cersosimo)

- Lato B

1. Stasera voglio fare una festa – 3:34 (Jovanotti, Claudio Cecchetto, Luca Cersosimo, Maurizio Pini)
2. Vasco – 4:14 (Jovanotti, Claudio Cecchetto, Luca Cersosimo)

7"
- Lato A

1. Vasco – 4:14 (Jovanotti, Claudio Cecchetto, Luca Cersosimo)

- Lato B

1. Stasera voglio fare una festa (Live Session) – 3:34 (Jovanotti, Claudio Cecchetto, Luca Cersosimo, Maurizio Pini)

## Formazione
- Jovanotti – voce, produzione
- Claudio Cecchetto – produzione
- Luca Cersosimo – programmazione
- Maurizio Pini – chitarra

## Classifiche

### Classifiche settimanali
| Classifica (1989) | Posizione massima |
| ----------------- | ----------------- |
| Italia            | 2                 |

### Classifiche di fine anno
| Classifica (1989) | Posizione |
| ----------------- | --------- |
| Italia            | 11        |